# 1232
1232 (MCCXXXII) a fost un an bisect al calendarului iulian.

## Evenimente
- 8 februarie: Papa Grigore al IX-lea instituie Inchiziția.
- 30 mai: Antonio de Padova este canonizat de către papa Grigore al IX-lea.
- 15 iunie: Bătălia de la Agridi: regele Henric I al Ciprului (aka Grăsimea) înfrânge trupele împăratului Frederic al II-lea de Hohenstaufen, conduse de Riccardo Filangieri.

### Nedatate
- mai: Statutum in favorem principum, promulgat de împăratul Frederic al II-lea de Hohenstaufen, prin care principii laici obțin aceleași drepturi cu cei ecleziastici.
- Bătălia de la Kai-Keng; mongolii cuceresc provincia Henan din China.
- Începe cucerirea insulei Minorca de către aragonezi.
- O parte din Țara Severinului este transformată de regalitatea maghiară în Banat de Severin și adusă sub controlul acesteia.
- Papa Grigore al IX-lea, confruntat cu o revoltă la Roma, se refugiază la Anagni.
- Sinod al catharilor la Montségur.

## Arte, științe, literatură și filozofie
- Apare culegerea de cântece ale menestrelilor din Germania, Carmina Burana.
- Cărțile lui Maimonide sunt arse în Provence.
- Chinezii utilizează praful de pușcă, în cadrul confruntărilor cu mongolii.
- Este edificată Santa Croce din Florența, biserică a franciscanilor.

## Nașteri
- Manfred de Sicilia (d. 1266)

## Decese
- Michael Scott, traducător englez al lui Aristotel și Averroes (n. 1175)
- Tolui, fiu al lui Genghis-han (n.c. 1190)

## Înscăunări
- Abd el-Wahid, calif al almohazilor din Spania (1232-1242).
- Henric I, duce de Cracovia.